# Buy Nothing Day
Buy Nothing Day (BND), Dzień bez Zakupów (również jako Międzynarodowy Dzień bez Zakupów) – dzień przypadający w Europie w ostatnią sobotę listopada, a w USA w piątek po Święcie Dziękczynienia, ustanowiony jako wyraz protestu przeciwko zbędnym zakupom i nadmiernej konsumpcji dóbr w krajach rozwiniętych. 
Obchodzi się go powstrzymując się od dokonywania jakichkolwiek zakupów. Zamiast tego proponuje się uczestnictwo w wydarzeniach kulturalnych, spędzanie czasu z rodziną czy aktywny wypoczynek, co ma służyć umacnianiu więzi społecznych. Buy Nothing Day został ustanowiony na początku lat 90. (prawdopodobnie w 1992 r.) w Stanach Zjednoczonych. Jest jednym z przejawów częstych ostatnimi czasy działań alterglobalistycznych. 
W Polsce po raz pierwszy Dzień bez Zakupów odbył się w 2003, obchodzono go w kilku miastach Polski (w Gdańsku, Łodzi i Warszawie).